# Durval Gomes Garcia
Durval Gomes Garcia (Livramento, Rio Grande do Sul, 1931 é produtor e diretor de cinema brasileiro.

## Biografia
Filho de dono de sala de cinema, passa a infância assistindo filmes. Em 1964, funda uma produtora, a D. G. Filmes, em Porto Alegre, pela qual produz cinejornais, documentários, animações e comerciais para a TV. Viaja para o exterior (Estados Unidos e Europa), em busca de contatos e realizando cursos de cinema. Nessa época, trabalha na CBS - Columbia Broadcasting System-, em Nova Iorque, Los Angeles e Miami.
De volta ao Brasil, é sócio-diretor da Documental Produções Ltda, em São Paulo. Em 1967, assume a Presidência do Instituto Nacional de Cinema (INC), órgão gestor do setor cinematográfico, criado, recentemente, pelo Decreto-Lei nº 43, de 18 de novembro de 1966, pelo então Presidente da República, o marechal Humberto Castelo Branco. Embora o INC tenha sido criado por este, Durval Gomes Garcia foi nomeado por seu antecessor, o marechal Artur da Costa e Silva. 
A sua gestão no INC dura até 1970, quando assume a sua Presidência, o jornalista  e musicólogo Ricardo Cravo Albin, com maior trânsito entre os integrantes do Cinema Novo.
Em 1969, com a criação da EMBRAFILME, pelo Decreto nº 862, de 12 de dezembro, Durval Gomes Garcia é nomeado o seu primeiro Diretor-Geral. É considerado um dos mentores da criação da nova empresa, ao lado do coronel e senador Jarbas Passarinho, na época à frente do Ministério da Educação e Cultura (MEC), no governo do general-de-exército Emílio Garrastazu Médici.
Produz o filme musical Tropclip, dirigido por Luiz Fernando Goulart, e dirige a adaptação do romance O Continente (1ª parte de O Tempo e o Vento), de Érico Veríssimo, sob o título de Ana Terra, estrelado pela atriz ítalo-brasileira Rossana Ghessa. Seu último trabalho é a produção do longa Adágio ao sol, dirigido por Xavier de Oliveira, finalizado em 2000.
Atualmente, Durval Gomes Garcia - ou, apenas, Durval Garcia - é um dos sócios da produtora Verona Filmes, em conjunto com Rossana Ghessa.

## Filmografia
- 1971 - Ana Terra (D. G. Filmes/Vera Cruz)